# Zaeeroides florensis
Zaeeroides florensis là một loài bọ cánh cứng trong họ Cerambycidae.